# Meriggio
Meriggio (propriamente: Meriggio estivo, da non confondere con un altro sonetto del medesimo autore intitolato Meriggio) è una poesia di Enrico Panzacchi inclusa in Lyrica (sin dalla prima edizione di quest'opera).

## Contenuti
Come scrive Francesco Flora, ebbe talmente successo che fu mandata a memoria da molti nella scuole.
Si tratta di un sonetto in cui si descrive quel che il poeta osserva attentamente dalla sua stanza: una verde pianura dove scorre un fiumicello, una strada e, all'ombra di una siepe, un pezzente che dorme in compagnia del suo cane. Si odono, inoltre, le cicale che friniscono e, più in là, il lungo fischio di un treno (immagine, quest'ultima, frequentissima nella poesia ottocentesca, basti pensare a Carducci, Alla stazione in una mattina d'autunno, "... stridula fischia / la vaporiera da presso", vv. 5-6); oppure Davanti San Guido: "Ansimando fuggia la vaporiera / mentr'io così piangeva entro il mio cuore" (vv. 109-110).

## Metrica
È un sonetto di endecasillabi, con schema: ABBA ABBA CDC DCD.

## Testo
"Dal fresco rezzo della stanza mia / veggo laggiù brillar nitidamente / l'asciutta rena e i sassi del torrente / che un limpido fil d'acqua al fiume invia. / Rompe il verde del pian la bianca via / che s'allontana tortuosamente;/ presso la siepe, al sol, dorme un pezzente / del suo magro cagnuolo in compagnia. / Più in là, da un campo biondeggiante, uguale / suona il rispetto di una curva schiera / di mietitrici. Stridon le cicale. / E per l'aria tranquilla, intra la nera / canapa, d'improvviso ondeggia e sale / il fumo e il fischio della vaporiera".
(da: Enrico Panzacchi, Per sogni d'autore. Su "Cantiere Poesia", 25 maggio 2017).